# 코지 돌란 (1882년)
앨버트 제임스 "코지" 돌란(영어: Albert James "Cozy" Dolan, 출생 당시 이름은 제임스 앨버츠(영어: James Alberts), 1882년 12월 23일~1958년 12월 10일)는 미국의 프로 야구 선수이자 코치, 감독으로, 포지션은 외야수와 3루수를 맡았다. 선수 시절 메이저 리그 베이스볼(MLB)의 신시내티 레즈(1909년), 뉴욕 하이랜더스(1911년~1912년), 필라델피아 필리스(1912년~1913년), 피츠버그 파이리츠(1913년), 세인트루이스 카디널스(1914년~1915년), 뉴욕 자이언츠(1922년)에서 뛰었다. 통산 229안타, 210득점, 111타점, 102도루, 타율 .252, 출루율 .328, 장타율 .339를 기록했다.
1924년, 뉴욕 자이언츠는 필라델피아 필리스와 폴로 그라운즈에서  정규 시즌의 마지막 시리즈를 치르고 있었고, 브루클린 다저스와 리그 우승을 다투고 있었다. 뉴욕 자이언츠의 외야수 지미 오코넬은 필리스의 유격수 하이니 샌드에게 500달러를 대가로 경기를 포기할 것을 제안했다. 샌드는 이 제안을 거절하고 아트 플레처 필리스 감독에게 고발했다. 케네소 마운틴 랜디스 커미셔너는 오코넬과 당시 뉴욕 자이언츠에서 코치를 맡고 있던 돌란 두 명에게 영구 제명 처분을 내렸으나, 후일 명예의 전당에 헌액되는 프랭키 프리시, 조지 켈리, 로스 영스 또한 승부조작과 연관되었다는 의심이 있었다.